# Gottfried Weber
Pour les articles homonymes, voir Weber.
Gottfried Weber (31 janvier 1899 à Breslau — 16 août 1958 à Villach en Autriche) est un Generalleutnant allemand au sein de la Heer dans la Wehrmacht pendant la Seconde Guerre mondiale et un Generalmajor dans la Bundeswehr.
Il a été récipiendaire de la croix de chevalier de la croix de fer avec feuilles de chêne, attribuée pour récompenser un acte d'une extrême bravoure sur le champ de bataille ou un commandement militaire avec succès.

## Biographie
Né à Breslau, Gottfried Weber entre en 1917 comme cadet dans l'armée prussienne royale.
1918, il est promu au grade de lieutnant, il est renvoyé de l'armée après la fin de la guerre le 1er avril 1920.
En 1934, Weber revient de nouveau en tant que hauptmann dans l'armée et devient plus tard chef de la 8e compagnie du 23e régiment d'infanterie.
Lorsque la guerre commence, Weber est un commandant important du 1er bataillon du 162e régiment d'infanterie. Weber participe à l'invasion de la Pologne avec son régiment et aussi aux campagnes à l'ouest et à partir de juin 1941, il combat en Russie pour la conquête de l'île baltique de Saaremaa, il se distingue avec son bataillon en particulier, d'où il reçoit le 13 octobre 1941, la croix de chevalier de la croix de fer. Le 1er avril 1942, il est promu au grade d'oberstleutnant, il devient alors le commandant du 176e régiment d'infanterie, Weber est grièvement blessé un jour plus tard, et il doit renoncer à son commandement et pour être admis à l'hôpital. Après son rétablissement, il dirige le 1er mars 1943 pendant 13 jours la 81e Division d'infanterie. En avril 1943, il dirige ensuite la 61e Division d'infanterie. En mai 1943, il prend la tête de la 93e Division d'infanterie. Tout au long du mois de juin 1943, il reprend de nouveau la 81e Division d'infanterie. Weber est donc promu au grade d'oberst. Le 15 novembre 1943, il prend la direction de la 12e Division de campagne de la Luftwaffe. Le 1er février 1944, il est promu au grade de generalmajor. En avril 1944, il réussit avec sa division à empêcher une tentative russe de percer à Pskov, pour lequel il reçoit le 9 juin 1944, les feuilles de chêne. Le 1er août, 1944, il est promu au grade de generalleutnant, et il commande le XVIe Corps-d'Armée le 10 avril 1945. Lorsque la guerre prend fin, il est capturé par les Russes et il est libéré seulement en 1955.
En 1956, il rejoint la nouvelle armée allemande : la Bundeswehr. Il meurt le 16 août 1958 dans un accident de la circulation à Villach en Autriche.

## Décorations
- Croix d'honneur
- Croix de fer (1939)
  - 2e classe
  - 1re classe
- Insigne des blessés (1939)
  - en noir et en argent
- Médaille du Front de l'Est
- Insigne de combat d'infanterie
- Croix allemande en or (16 février 1943)
- Croix de chevalier de la croix de fer avec feuilles de chêne
  - Croix de chevalier le 13 octobre 1941 en tant que Major et commandant du I./Infanterie-Regiment 162[1]
  - 490e feuilles de chêne le 9 juin 1944 en tant que Generalmajor et commandant de la 12. Luftwaffen-Feld-Division[2]